# サイトロン・デジタルコンテンツ
サイトロン・デジタルコンテンツ株式会社（SCITRON DIGITAL CONTENTS Inc.）は、かつてアニメおよびゲームミュージックを専門として存在した音楽・映像ソフト会社。株式会社サイトロン・アンド・アートの音楽およびデジタルコンテンツ部門として設立された。
後に、株式会社ハピネット 音楽企画部に事業移行した。

## 沿革
2001年、サイトロン・アンド・アートの「デジタル・コンテンツ事業部」を、サイトロン・デジタルコンテンツ株式会社として分社。サイトロン・アンド・アートが、ポニーキャニオンとともに設立していたサイトロン・ディスク（旧・サイトロン・レーベル）というレーベルを継承。
しかし、経営不振で同社と合併、サイトロン・ディスクは、ソニー・ミュージックエンタテインメント（後に販売子会社に移管）と販売委託契約を締結し直す。さらに、後に提携したキッド向けの音楽分野にキングレコードと販売委託契約。
2004年4月、ハピネットが玩具・映像事業子会社それぞれを吸収合併したと同時に、包括的な戦略提携に合意し、同10月にもハピネットグループ入りする。これにより、バンダイグループ色が一層濃厚となる。
2006年4月1日、ハピネットに事業が移行され、株式会社ハピネット 音楽企画部となった。

## 企業情報
かつては、取締役兼専属プロデューサーとして志倉千代丸が所属していたが、2005年4月に新会社5pb.（TYO傘下からAG-ONEを経て後のMAGES.の音楽レーベル）の代表取締役となったため、離脱した。
当時のアーティストとしては、KAORI、麻績村まゆ子、村田あゆみ、tiaraway、Teddymilk（新谷良子・清水愛）などがいた。
志倉の離脱以降、声優・アーティスト系の楽曲CDが大幅に減少した。

## 主な関連作品
- 夢使い（テレビアニメ/ポニーキャニオン, ハピネット・ピクチャーズ）
- ケータイ少女（ゲーム/G-mode）
  - ※アニメ化作品（ストリーミング配信）における音源は、ランティスが制作・保有。
- 魔界戦記ディスガイアシリーズ（ゲーム/日本一ソフトウェア）
  - ※アニメ化作品は、ジェネオン エンタテインメント（後のNBCユニバーサル・エンターテイメントジャパン）より発売。
- サムライチャンプルー（ゲーム/バンダイ（後のバンダイナムコエンターテインメント））
- KOF・龍虎の拳・餓狼伝説・サムライスピリッツ等のSNKアーケードゲームシリーズ（ゲーム/SNKプレイモア）
- まぶらほ（テレビアニメ/WOWOW, 角川書店, ハピネット・ピクチャーズ）
- ガラスの仮面（テレビアニメ・テレビ東京版/松竹ホームビデオ, ハピネット・ピクチャーズ、音源もハピネット社が制作・保有）
  - ※初代アニメ化作品は、コロムビアより発売。
- たまごっちシリーズ（携帯型ゲーム/バンダイ（後のバンダイナムコエンターテインメント））
- ゼロの使い魔（テレビアニメ/松竹ホームビデオ, メディアファクトリー）
  - ※ICHIKOの所属レコード会社移籍（コロムビア）に伴い、テレビアニメ第三期は音楽制作から降板。
- フルメタル・パニック!シリーズ（テレビアニメ/角川書店, ハピネット・ピクチャーズ、音源はポニーキャニオンが制作・保有）
- 魁!!男塾（テレビアニメ/東映アニメーション, ハピネット・ピクチャーズ、音源はコロムビアが制作・保有）
- 古代王者 恐竜キング Dキッズ・アドベンチャー（テレビアニメ/サンライズ, セガ, ハピネット・ピクチャーズ）